# Froylán Ledezma
Froylán Ledezma Stevens (* 2. Januar 1978 in La Uruca, Provinz San José) ist ein ehemaliger costa-ricanischer Fußballspieler.

## Karriere

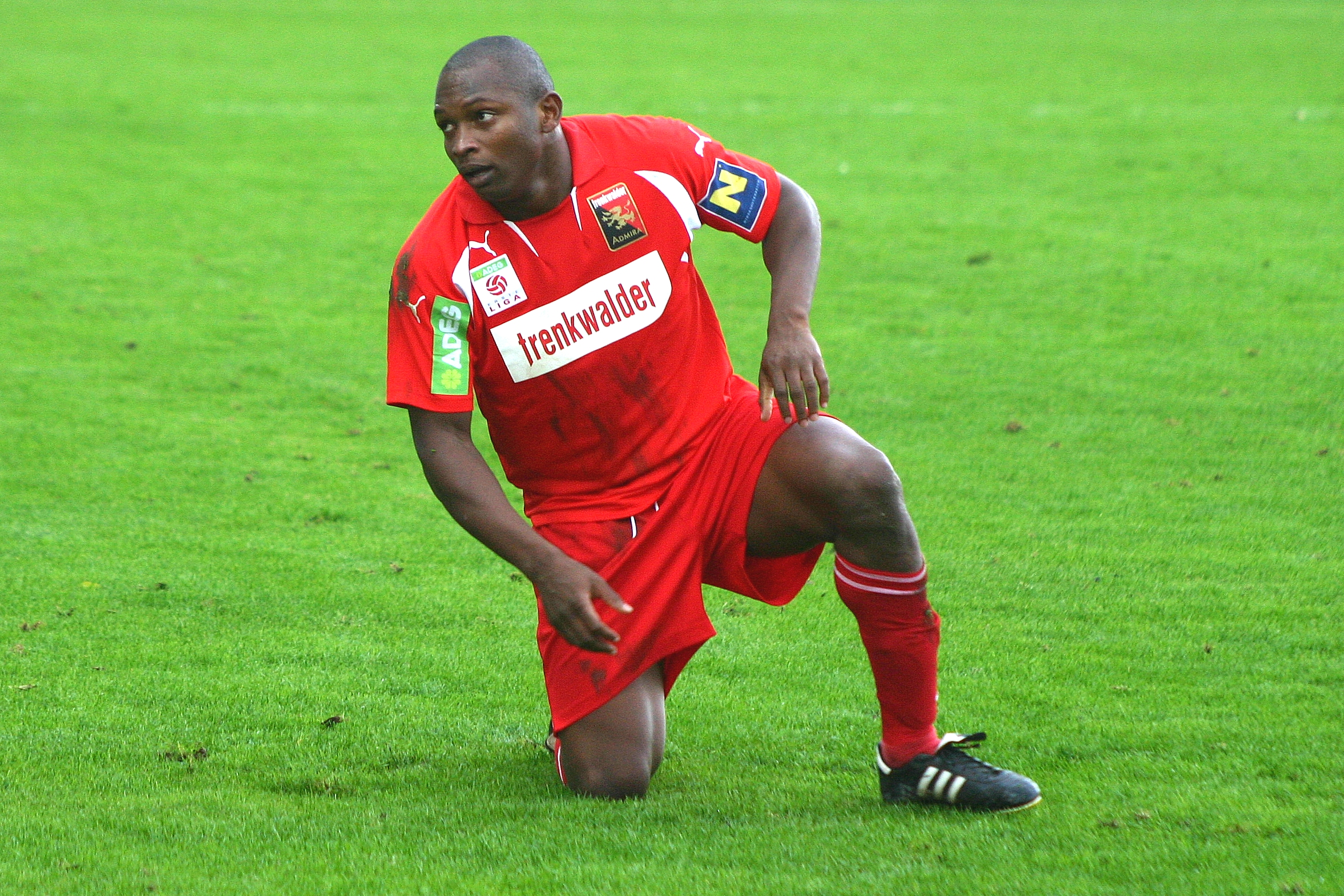
Froylán Ledezma

Ledezma begann seine Profifußballerkarriere bei LD Alajuelense in seiner Heimat Costa Rica. 1997 wechselte er zum niederländischen Spitzenklub Ajax Amsterdam, von wo er 2000 nach Paraguay zu Cerro Porteño wechselte. Von 2002 bis 2003 spielte der Stürmer in Bolivien bei The Strongest La Paz. 2003 wurde er für ein Jahr an seinen Stammklub LD Alajuelense ausgeliehen. Ab 2004 spielte er dann wieder für The Strongest La Paz. 2005 wechselte Ledezma nach Griechenland zu Akratitos Ano Liossiou. Ab Anfang der Saison 2006/2007 spielte Ledezma beim SCR Altach. Er verließ den Verein im Sommer wieder und wechselte zum FC Augsburg. Er unterschrieb dort einen Zweijahresvertrag. In seinem ersten Jahr erzielte er dort in 18 Partien 3 Saisontore.
Im August 2008 wechselte Ledezma zum FC Admira Wacker Mödling in die zweite österreichische Liga. Im Herbst 2009 wurde er vom Trainer Walter Schachner aus dem Kader entfernt, im Dezember 2009 schließlich der Vertrag aufgelöst. Danach wechselte er zurück in seine Heimat zum CS Herediano und erreichte mit der Mannschaft nicht nur die Play-offs, sondern sogar das Finale der nationalen Meisterschaft, welches nur knapp verloren wurde. Nachdem sich Ledezma im Winter 2010 entschieden hatte, aus dem Nationalteam Costa Ricas zurückzutreten, wechselte er kurz darauf zurück nach Österreich zu seinem Ex-Klub FC Trenkwalder Admira. Aufgrund privater Probleme wurde Ledezmas Vertrag bei den Niederösterreichern im Winter 2011 einvernehmlich aufgelöst. Ledezma kehrte in seine Heimat Costa Rica zurück und ging ein halbes Jahr lang für LD Alajuelense auf Torejagd. Danach beendete er im Juli 2012 seine aktive Karriere.

## Erfolge
- 1× CONCACAF-Champions’-Cupsieger: 2004 (mit LD Alajuelense)
- 2× Niederländischer Pokalsieger: 1998 und 1999 (mit Ajax Amsterdam)
- 1× Niederländischer Meister: 1998 (mit Ajax Amsterdam)
- 1× Meister Erste Liga: 2011